# Fritz Paplham
Fritz Paplham (* 29. Januar 1888 in Klosterneuburg; † 4. Februar 1958 in Wien) war ein österreichischer Fotograf und Landschaftsmaler.

## Leben
Er beginnt schon in der Mittelschule mit der Fotografie. Wird Mitglied der Lichtbildnergruppe des österreichischen Gebirgsvereins.
1942 erhielt er die Bronzene Gesellschaftsmedaille der Photographischen Gesellschaft in Wien für das Jahr 1942 „für seine großen Erfolge auf dem Gebiete der Farbenphotographie“.

## Werke
Im Katalog der Ausstellung der Gesellschaft für Lichtbildnerei im Österreichischen Gebirgsverein 1912 erscheint ein Bild von ihm „Maria Gern“.
In der „Ausstellung künstlerischer Lichtbilder“ der Gesellschaft für Lichtbildnerei im Österreichischen Gebirgsverein 1912 in Wien erscheinen: 6 Exponate, davon 4 Pigmentdrucke und 1 Autochromaufnahme.
In der Jubiläumsausstellung der Gesellschaft für Lichtbildnerei im Österreichischen Gebirgsverein 1931 in Wien erscheinen „Eine Reihe ausgezeichneter Pigmentdiapositive und ein Dutzend virtuos kolorierte Stereodiapositive“.
In der 25. Ausstellung der Gesellschaft für Lichtbildnerei im Österreichischen Gebirgsverein 1931 in Wien werden von ihm Früchte und Blüten, handkolorierte Stereoabzüge gezeigt
Als Maler bevorzugte er Motive alpinen Landschaftsmalerei.